# Contea di Weakley
La contea di Weakley in inglese Weakley County è una contea dello Stato del Tennessee, negli Stati Uniti. La popolazione al censimento del 2000 era di 34 895 abitanti. Il capoluogo di contea è Dresden.